# Bafoussam
Bafoussam és la capital i principal ciutat de la Regió Oest del Camerun, en el massís Bamboutos. Econòmicament és la tercera ciutat més important del país per darrere de Yaoundé i Douala. Inicialment s'anomenava Comuna Urbana de Bafoussam, nascuda després d'un decret presidencial del 17 de gener de 2008 i formada per tres comunes, la Commune of Bafoussam I (la pròpia Bafoussam), la Commune of Bafoussam II (Baleng) i la Commune of Bafoussam III (Bamougoum).

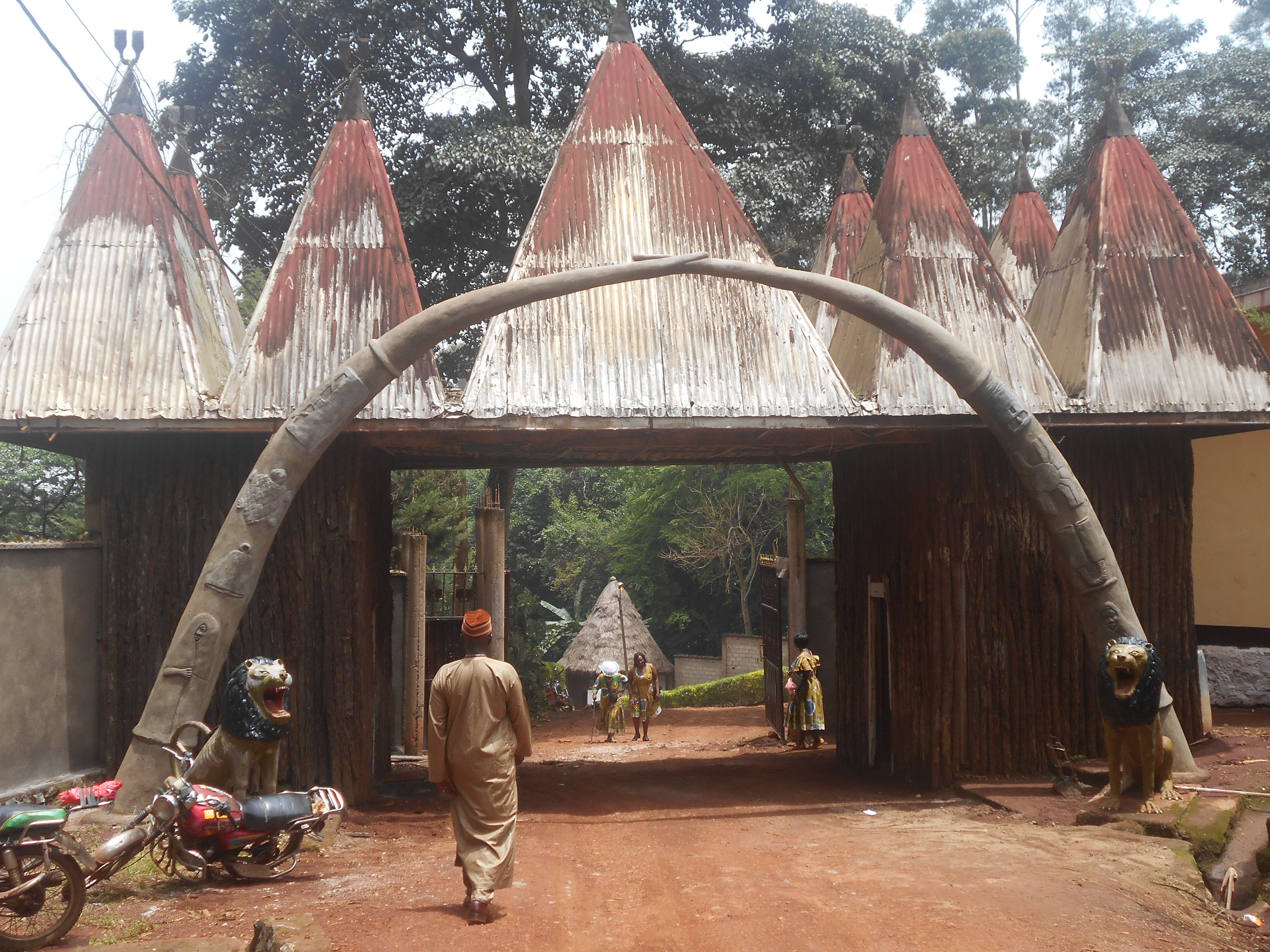
Entrada al cacicat.

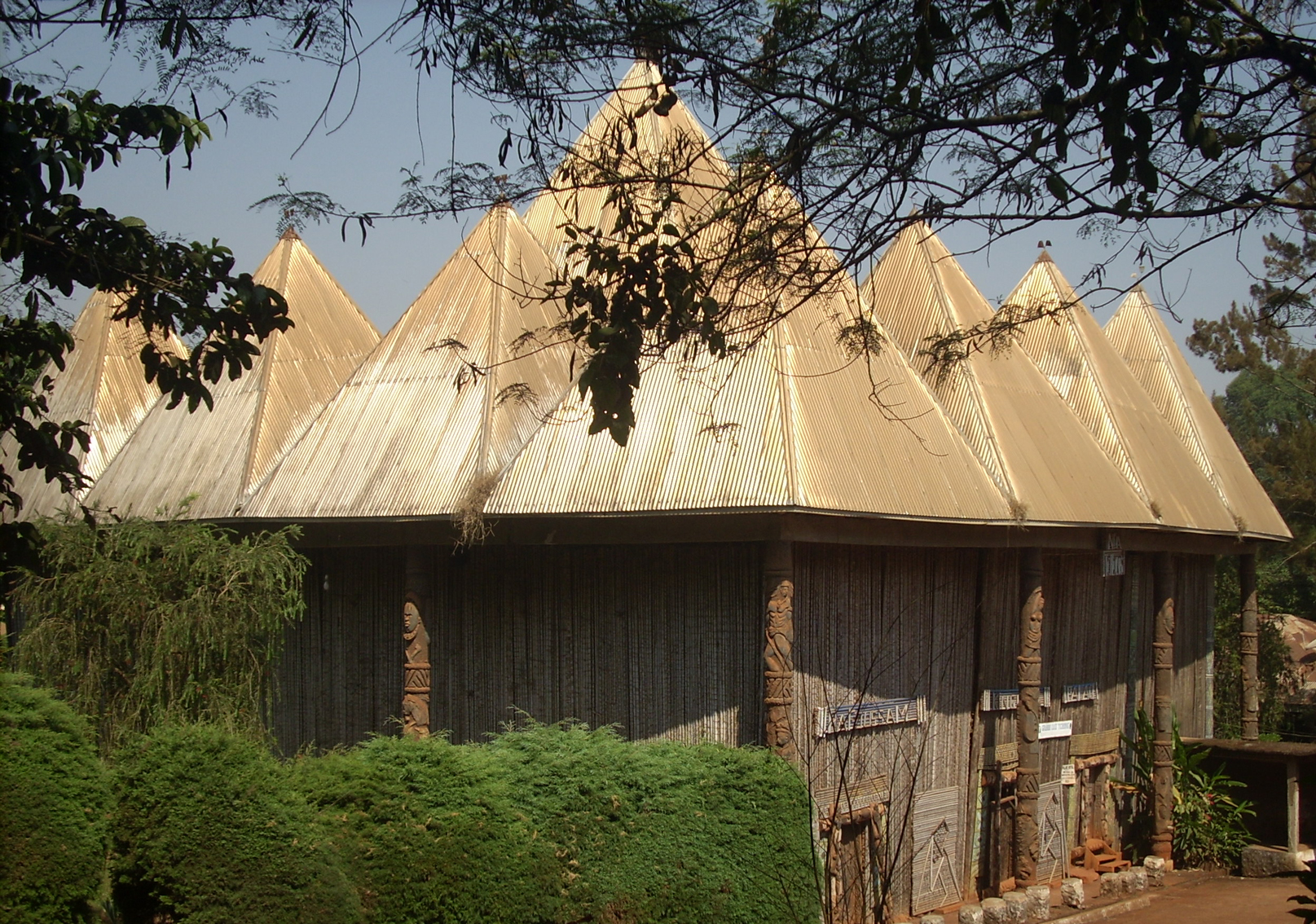
Chiefdom - Bafoussam - Cabana.

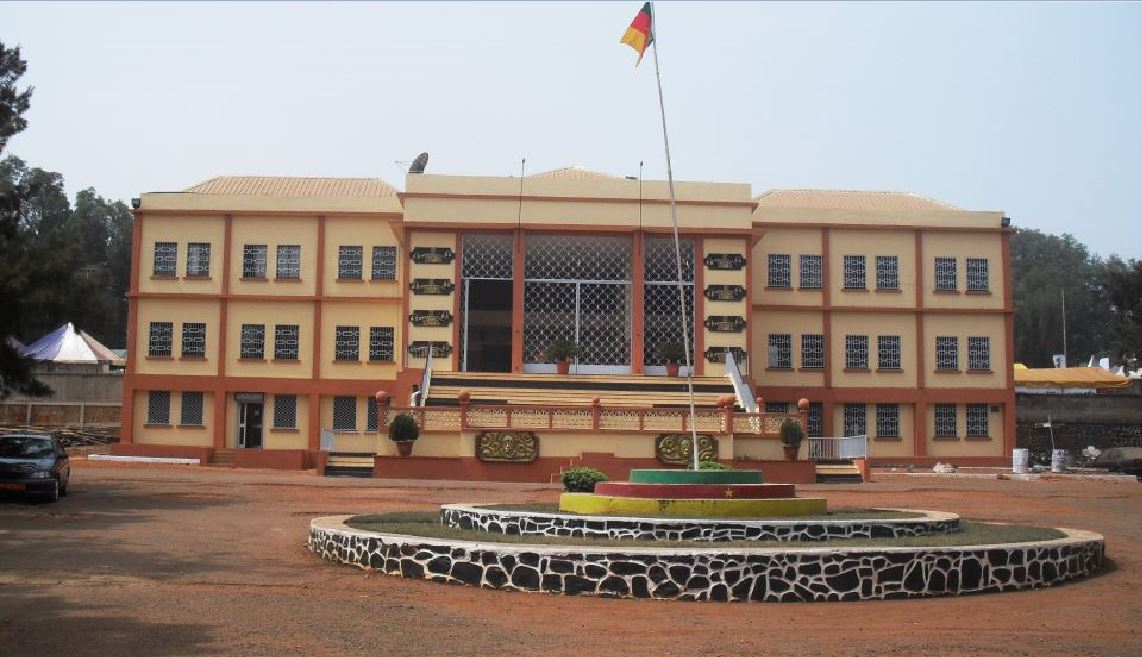
Ajuntament de (Communauté Urbaine de) Bafoussam

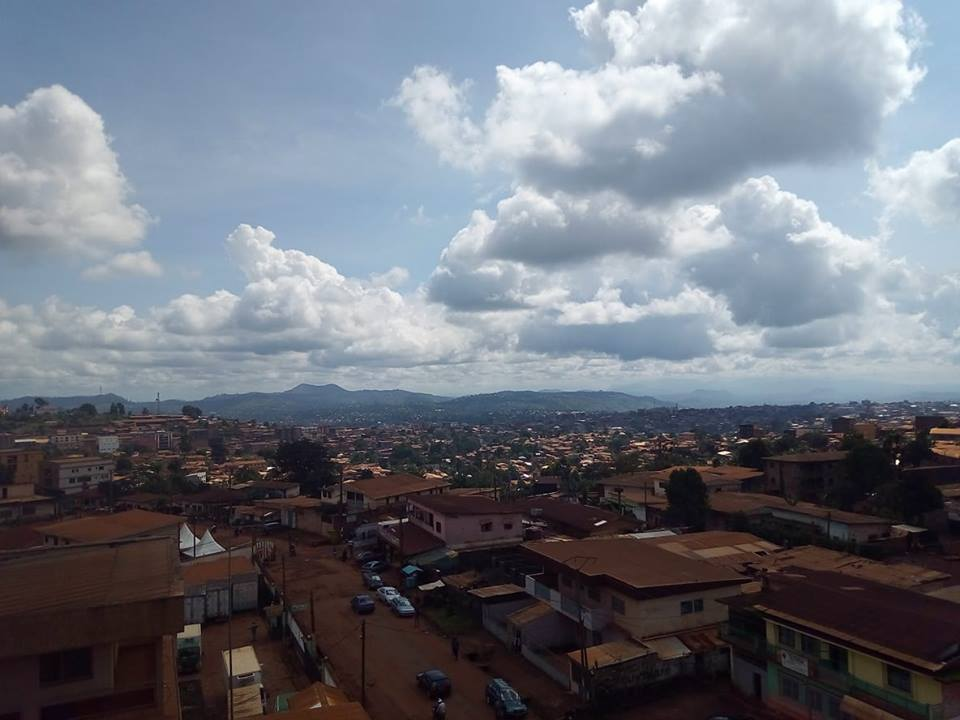
Vista del barri Famla (comunament anomenat Akwa) a Bafoussam.

## Història
El poble bafoussam és originari de l'ètnia Bamiléké, que són nadius de la mateixa regió. S'afirma que els bamileke eren descendents dels Baladi que van abandonar Egipte al segle IX de la nostra era. Van arribar a la regió de Tikar cap a mitjans del segle XII abans de dividir-se cap al 1360, quan va morir el seu últim rei, el rei Ndeh. Yende, el primer príncep, va rebutjar el tron i va travessar el riu Nun (Noun) per fundar el regne de Bafoussam. La seva germana es va dirigir a la zona de Banso. Dues dècades més tard, Ncharé, el més jove, va baixar a la plana de Noun per fundar el regne de Bamoun. De Bafoussam van néixer gairebé tots els altres regnes Bamileke, entre el segle xv i el segle XX (Bansoa va néixer el 1910 arran de l'exili forçós de Fo Taghe de Bafoussam).

## Personatges il·lustres
- Pierre Webó (futbolista)
- Njitap Geremi (futbolista)
- Guy Kouemou (científic)